# Demeter International

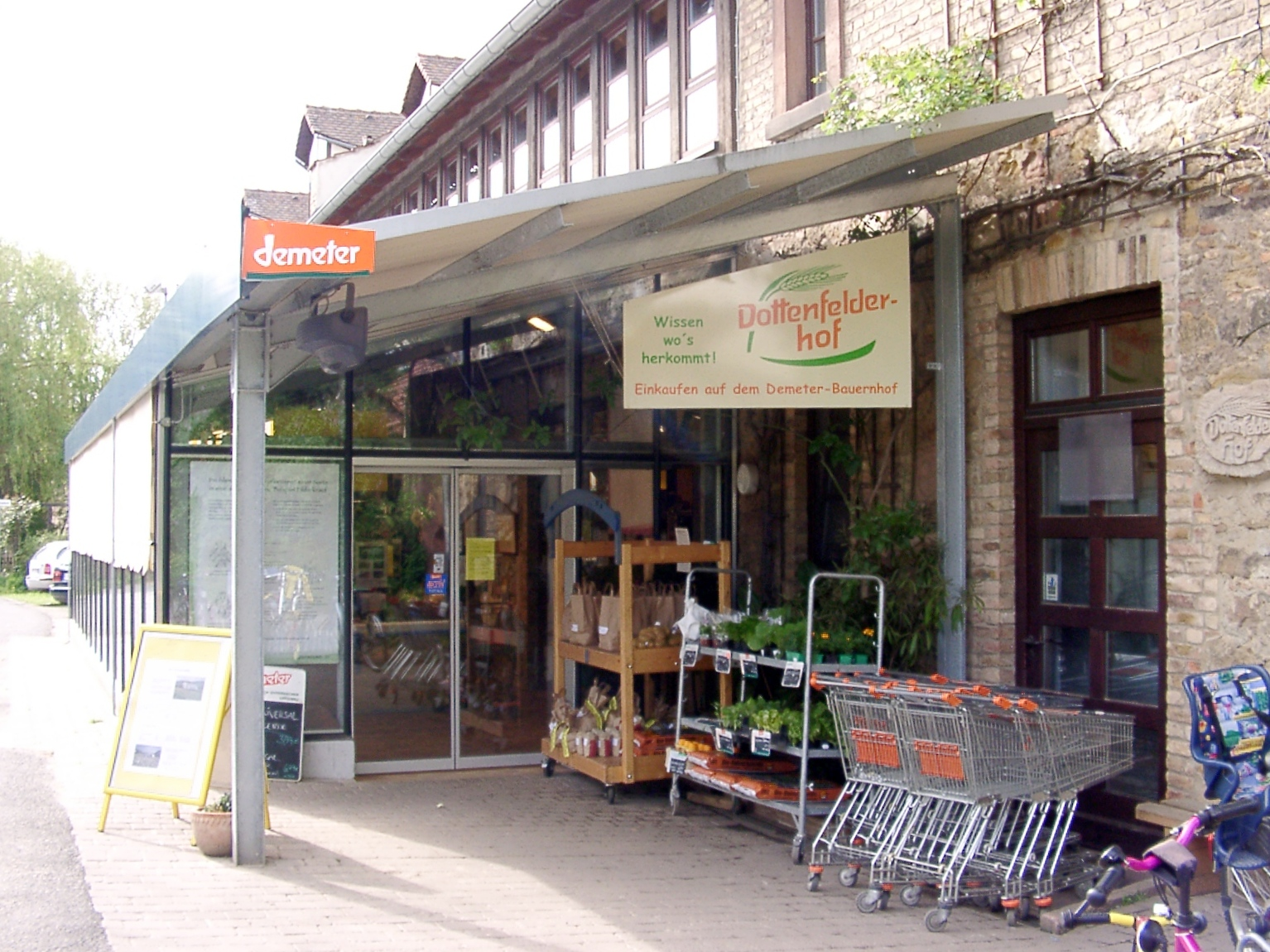
Demeter-Hofladen Dottenfelderhof (Bad Vilbel)

Die Biodynamische Föderation Demeter International (engl. "Biodynamic Federation Demeter International", kurz: BFDI) ist der Dachverband der nationalen Demeter-Anbauverbände und die größte Zertifizierungsorganisation für biologisch-dynamische Landwirtschaft. Sie ist ein gemeinnütziger Dachverband mit 46 Mitgliedsorganisationen in 36 Ländern und über 6.500 teilnehmenden Landwirten auf der ganzen Welt. Der Organisation gehören 19 zertifizierende Demeter-Organisationen an, der Rest der Zertifizierung wird vom internationalen Zertifizierungsausschuss des Dachverbandes selbst durchgeführt. Die Zertifizierung wird in über 65 Ländern verwendet, um zu überprüfen, ob die biodynamischen Produkte den internationalen Standards in der Produktion und Verarbeitung entsprechen. Das Demeter-Symbol wurde 1928 eingeführt und als Warenzeichen eingetragen und war damit das erste ökologische Label für ökologisch erzeugte Lebensmittel.
Ihr Name ist eine Anspielung auf Demeter, die griechische Göttin des Getreides und der Fruchtbarkeit.

## Ziele des Verbandes
- Entwicklung von internationalen Demeter-Richtlinien für die Erzeugung bzw. Verarbeitung von Agrarprodukten und deren verbindliche Festsetzung
- Harmonisierung der verschiedenen Zertifizierungsverfahren bei Demeter weltweit,
- Internationaler Schutz der Demeter-Marke,
- Zertifizierung einzelner Erzeuger/Verarbeiter in Ländern ohne eine eigene Demeter-Organisation,
- Unterstützung bei Gründung und Aufbau eigenständiger Demeter-Organisationen und biologisch-dynamischen Einrichtungen in Ländern, in denen noch keine existieren
- Mitarbeit bei der Erweiterung des öffentlichen Verständnisses und der Akzeptanz der biologisch-dynamischen Landwirtschaft.

## Bedeutung
Die Organisation vertritt rund 5300 Erzeuger der „biologisch-dynamischen Landwirtschaft“ mit über 190.000 ha Anbaufläche in 63 Ländern. Die von den Verbrauchern gewünschte gesicherte Qualität im zunehmend globalen Handel von Demeterprodukten ist auf der Grundlage der Tätigkeit des Dachverbands (z. B. mittels einheitlicher Richtlinien für die Erzeugung und Verarbeitung von Agrarprodukten) möglich. Demeter hat als einziger Bioanbau-Verband weltweit ein Netz von selbstständig zertifizierenden Organisationen aufgebaut.

## Negativauszeichnungen
- Goldenes Brett vorm Kopf fürs Lebenswerk 2018